# Southbound (film)
Southbound – niezależny amerykański film grozy z 2015 roku. Jest to antologia pięciu powiązanych fabularnie opowieści grozy, wyreżyserowanych przez siedmiu reżyserów – pracujących w grupie lub indywidualnie. Reżyserami są: Matt Bettinelli-Olpin, Tyler Gillett, Justin Martinez i Chad Villella (zespół Radio Silence), Roxanne Benjamin, David Bruckner oraz Patrick Horvath. Światowa premiera obrazu odbyła się 16 września 2015 podczas Międzynarodowego Festiwalu Filmowego w Toronto. W lutym kolejnego roku film trafił do dystrybucji komercyjnej. Krytycy wydali horrorowi pozytywne recenzje, chwaląc go za „mrożące krew w żyłach twisty w fabule”.

## Opis fabuły
Segment The Way Out
Dwaj pokrwawieni mężczyźni uciekają przed zagrożeniem. Prześladują ich unoszące się w powietrzu demony.
Segment Siren
Samochód członkiń zespołu muzycznego psuje się na pustynnej drodze. Pomoc w kłopotliwej sytuacji oferuje im mieszkające w domu pośrodku niczego małżeństwo. Upiorna para zna najskrytsze sekrety jednej z wokalistek.
Segment The Accident
Beztroski mężczyzna powoduje wypadek drogowy. Dziewczyna, którą potrąca autem, jest w krytycznym stanie. Zabiera ją do szpitala; ten jest jednak opustoszały. Pomocny może okazać się lekarz, z którym kierowcy udaje się skontaktować telefonicznie.
Segment Jailbreak
Mężczyzna w średnim wieku poszukuje zaginionej siostry. Odnajduje ją w tajemniczym miasteczku, przy wsparciu jednego z jego ekscentrycznych mieszkańców. Kobieta z biegiem lat nie postarzała się ani trochę.
Segment The Way In
Zamaskowani agresorzy terroryzują wczasujących członków pewnej rodziny.

## Twórcy
Segment The Way Out
- Reżyseria: Radio Silence (zespół w składzie Matt Bettinelli-Olpin, Tyler Gillett, Justin Martinez i Chad Villella)
- Scenariusz: Matt Bettinelli-Olpin

Segment Siren
- Reżyseria: Roxanne Benjamin
- Scenariusz: Roxanne Benjamin, Susan Burke

Segment The Accident
- Reżyseria: David Bruckner
- Scenariusz: David Bruckner

Segment Jailbreak
- Reżyseria: Patrick Horvath
- Scenariusz: Dallas Richard Hallam (w czołówce jako Dallas Hallam), Patrick Horvath

Segment The Way In
- Reżyseria: Radio Silence (zespół w składzie Matt Bettinelli-Olpin, Tyler Gillett, Justin Martinez i Chad Villella)
- Scenariusz: Matt Bettinelli-Olpin

### Obsada
| - Larry Fessenden – DJ radiowy - Chad Villella – Mitch (segmenty The Way Out i The Way In) - Matt Bettinelli-Olpin – Jack (The Way Out, The Way In) - Fabianne Therese – Sadie (Siren, The Accident) - Dana Gould – Raymond Kensington (Siren) - Anessa Ramsey – Bunny Kensington (Siren)/telefonistka (The Accident) - Mather Zickel – Lucas (The Accident) - David Yow – Danny (Jailbreak) - Tipper Newton – Jesse (Jailbreak) - Hassie Harrison – Jem (The Way In) - Gerald Downey – Daryl (The Way In) - Kate Beahan – Cait (The Way In) | - Kristina Pesic – Sutter (The Way Out) - Nathalie Love – Kim (Siren) - Hannah Marks – Ava (Siren) - Matt Peters – Al (Jailbreak) - Maria Olsen – Sandy (Jailbreak) - Susan Burke – Betty (Siren) - Davey Johnson – Dale (Siren) - Karla Droege – sanitariuszka (The Accident) - Justin Welborn – chirurg (The Accident) - Tyler Tuione – Warren (Jaibreak) - Max Folkman – bliźniak #1 (Siren) - Nick Folkman – bliźniak #2 (Siren) |

## Nagrody i wyróżnienia
- 2017, iHorror Awards:
  - nominacja do nagrody iHorror w kategorii najlepszy horror wydany w systemie VOD[3]